# 아쿠몰리
아쿠몰리(이탈리아어: Accumoli)는 이탈리아 라치오주 리에티도에 위치한 코무네다. 로마로부터 북동쪽 110km, 리에티로부터 북동쪽 45km 거리에 있다.